# 정아영
정아영(1987년 10월 3일 ~ )은 대한민국의 MBN 아나운서이다.

## 학력
- 2006년 ~ 2012년 동덕여자대학교 국어국문학과 학사

## 경력
- MBC 스포츠플러스 리포터
- 2010년 10월 ~ MBN 매일방송 아나운서

## 진행

### TV
- 2012년 : MBN 뉴스 8
- 2012년 ~ 2013년 MBN 뉴스
- 2013년 ~ 2014년 : 시사마이크
- 2013년 : MBN 정오뉴스 진행
- 2014년 : 뉴스 BIG 5
- 2020년 : MBN 종합뉴스
- 2025년 ~ : MBN 뉴스센터